# Eger
Eger (tyska: Erlau, slovakiska: Jáger) är en stad i provinsen Heves i norra Ungern. Staden är huvudort i provinsen Heves. Eger har 51 168 invånare (2021), på en yta av 92,21 km². Eger är mest känd för sitt slott, tempererade bad, historiska byggnader (inkluderat den nordligaste osmanska minareten), och för sina röda viner.

## Historia
Eger har varit bebott sedan stenåldern. Under den tidiga medeltiden var området bebott av tyska, avariska och slaviska stammar. Ungrarna ockuperade området under 900-talet. Stefan I (997–1038), den första kungen av Ungern, grundade ett episkopat i Eger. Den första katedralen i Eger byggdes på kyrkokullen, där dagens slott ligger. Staden byggdes runt denna katedral, som idag inte finns, men Eger har varit en viktig religiös plats sedan grundandet.
1300- och 1500-talen var en tid med framgång för Eger. Vindruvorna skördades och det är detta staden idag är främst känd för, och har sedan denna tid varit viktig för staden. Under kung Mattias I Corvinus' regering (1458-1490), då renässanskulturen började ta fart i Ungern, lät biskoparna bygga stora och vackra byggnader.
Under den tid då Ungern var del av Osmanska riket blev Eger en viktig gränsstad. Under kapten István Dobós ledning lyckades slottets beskyddare (mindre än 2 100 personer, inklusive barn och kvinnor) kämpa emot den osmanska armén på 80 000 soldater. För de flesta ungrare är denna historien känd som Egri csillagok, "Stjärnorna i Eger", av den kända 1800-talsförfattaren Géza Gárdonyi.
År 1596 attackerade en större osmansk armé Eger, och efter belägringen på sex dagar omringade kapten Nyáry slottet. Eger föll under osmanskt styre under mer än 80 år och blev huvudstad i ett osmanskt vilajet (administrativ region) i området. Osmanerna byggde om slottet, gjorde om kyrkor till moskéer, och byggde flera andra byggnader, bland annat allmänna bad och minareter.
Efter att osmanerna försökt och misslyckats med att inta Wien, ansåg habsburgarna, som kontrollerade resten av Ungern som inte var under osmanskt styre, att tiden hade kommit för att driva ut osmanerna ur landet. Den katolska ligan, ledd av Karl IV av Lothringen, ockuperade slottet i Buda år 1686 och svalt slottet i Eger tills garnisonen överlämnade sig 1687.
Eger började blomstra igen. Biskoparna återvann staden vilket medförde att många protestanter fick lämna staden. Under 1703-1711 års frihetskrig mot habsburgerna stöttade staden den ungerska prinsen Frans II Rákóczy, men den kejserliga österrikiska armén besegrade ungrarna. Strax efter detta led Eger av pesten. Under 1700-talet flyttade många till Eger, och mellan 1725 och 1750 ökade invånarantalet från 6 000 till 10 000. Nya byggnader byggdes i barock stil (och senare i zopfstil), bland annat katedralen, det episkopala palatset, provinsrådet, högskolan (idag kallat Eszterházy-högskolan efter grundaren) och flera kyrkor. Moskéerna blev istället katolska kyrkor.
1800-talet började med katastrofer: en brand förstörde halva staden år 1800, och den södra muren till slottet kollapsade 1801 vilket skadade flera hus. Eger blev en ärkebiskopsdel år 1804. Staden kämpade med att bli fri från ärkebiskopens ledning, men kyrkan var starkare och ärkebiskopen förblev ägaren av staden. År 1827 brann nästan halva staden ner igen, och fyra år därefter dödade en epidemi mer än 200 personer.
Invånarna i Eger tog en aktiv del i revolutionen 1848. Även om revolutionen var förbjuden, försvann landsägarna och borgensmännen för alltid, och staden blev fri från ärkebiskopens ledning år 1854. Järnvägslinjen mellan Miskolc och Budapest drogs utanför staden, vilken blev ansluten till järnvägsnätet via en sidobana från Füzesabony.
Efter första världskriget startade det ekonomiska livet sakta i Eger, men från 1925 började nya byggnader byggas. Gárdonyis Egri csillagok (1899) gjorde Eger till en populär turistattraktion, och den arkeologiska utgrävningen av slottet påbörjades. Under andra världskriget gjorde både den tyska armén och de ockuperande sovjetiska trupperna flera men på staden, men den bombades aldrig.
Idag är Eger en framgångsrik stad och internationell populär turistdestination med ett stadscentrum i barock stil.

## Geografi
Eger ligger öster om Mátrabergen, sydväst om Bükkbergen vid Bükk nationalpark. Staden ligger omkring 110 kilometer nordöst om Budapest.

### Klimat
|                                            | Jan  | Feb  | Mar  | Apr  | Maj  | Jun  | Jul  | Aug  | Sep  | Okt  | Nov | Dec |
| ------------------------------------------ | ---- | ---- | ---- | ---- | ---- | ---- | ---- | ---- | ---- | ---- | --- | --- |
| Normaldygnets maximitemperaturs medelvärde | 0,9  | 3,7  | 10,1 | 15,9 | 21,6 | 25   | 27,3 | 26,6 | 22,3 | 15,6 | 7,7 | 3,1 |
| Normaldygnets minimitemperaturs medelvärde | −5,7 | −4,5 | −0,2 | 4,3  | 9,7  | 12,5 | 13,9 | 13,4 | 9,6  | 4,5  | 0,5 | −3  |
|                                            |      |      |      |      |      |      |      |      |      |      |     |     |
| Nederbörd                                  | 30   | 28   | 35   | 48   | 64   | 77   | 63   | 59   | 45   | 49   | 50  | 42  |

| Diagram | temperaturer i °C • månadsnederbörd i mm | temperaturer i °C • månadsnederbörd i mm | temperaturer i °C • månadsnederbörd i mm | temperaturer i °C • månadsnederbörd i mm | temperaturer i °C • månadsnederbörd i mm | temperaturer i °C • månadsnederbörd i mm | temperaturer i °C • månadsnederbörd i mm | temperaturer i °C • månadsnederbörd i mm | temperaturer i °C • månadsnederbörd i mm | temperaturer i °C • månadsnederbörd i mm | temperaturer i °C • månadsnederbörd i mm | temperaturer i °C • månadsnederbörd i mm |
|         | 30 1 -6                                  | 28 4 -5                                  | 35 10 -0                                 | 48 16 4                                  | 64 22 10                                 | 77 25 13                                 | 63 27 14                                 | 59 27 13                                 | 45 22 10                                 | 49 16 5                                  | 50 8 1                                   | 42 3 -3                                  |

## Vänorter
- Tjeboksary, Ryssland
- Esslingen am Neckar, Tyskland
- Gainesville, Georgia, USA
- Gheorgheni, Rumänien
- Kutná Hora, Tjeckien
- Mâcon, Frankrike
- Pamukkale, Turkiet
- Björneborg, Finland
- Przemyśl, Polen
- Sarzana, Italien